# 1815

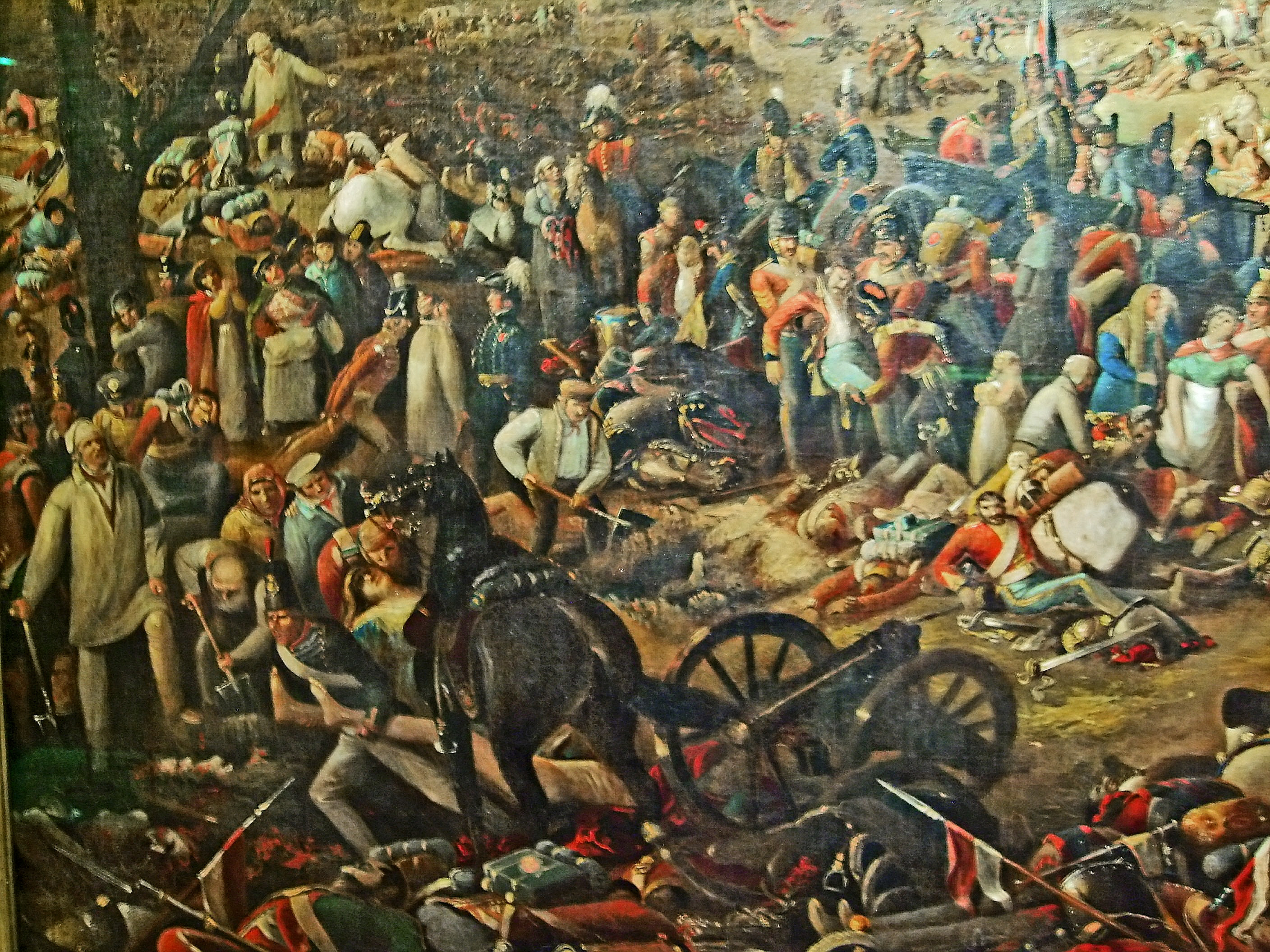
De morgen na de Slag bij Waterloo

Het jaar 1815 is het 15e jaar in de 19e eeuw volgens de christelijke jaartelling.

## Gebeurtenissen
januari
- 8 - Amerikaanse troepen onder Andrew Jackson slaan in de Slag bij New Orleans een Britse aanval af. Beide partijen zijn nog niet op de hoogte van het einde van de oorlog.

februari
- 4 - Groningsch Studenten Corps Vindicat atque Polit wordt opgericht.
- 8 - Het Congres van Wenen wijst Keulen toe aan Pruisen.
- 16 - De Senaat van de Verenigde Staten ratificeert de Vrede van Gent, waarmee formeel de Oorlog van 1812 tussen het Verenigd Koninkrijk en de Verenigde Staten van Amerika wordt afgesloten.
- 26 - Napoleon ontsnapt van Elba.

maart
- 1 - Napoleon arriveert in Cannes met een leger van 200 man.
- 3 - Groningsche Studenten Sociëteit Mutua Fides wordt geopend.
- 7 - Een gemeenschappelijke oorlogsvlag voor Zweden en Noorwegen wordt aangenomen.
- 16 - In de Trêveszaal op het Binnenhof te Den Haag wordt in een vergadering van de Staten-Generaal het Verenigd Koninkrijk der Nederlanden uitgeroepen. Inauguratie van Willem, zoon van Willem V van Oranje-Nassau, tot koning Willem I. De plechtigheid is enigszins verhaast door de onheilsberichten uit Frankrijk.
- 17 - Maarschalk Ney loopt over naar Napoleon. De Franse koning vlucht naar Gent.
- 20 - Napoleon arriveert in het keizerlijk paleis in Fontainebleau.
- 30 - Willem I der Nederlanden doet zijn Blijde Intrede te Mechelen.
- 30 tot 22 juni Koning Lodewijk XVIII van Frankrijk verblijft in Gent, in de periode van de Honderd Dagen.

april
- 5 - Pruisen neemt bezit van de gebieden die het zijn toegewezen. Van Frankrijk een gebied op de westelijke oever van de Rijn. Verder een deel van het voormalige groothertogdom Berg.
- 5 - 12 - Op Soembawa vindt een uitbarsting plaats van de Tambora vulkaan.
- 20 - Groothertog Ferdinand III van Toscane keert terug in zijn land.
- 23 - In Belgrado breekt een opstand uit nadat Miloš Obrenović een aantal Serven op het kerkhof van Takowo bijeen heeft geroepen. Men spreekt wel van de Opstand van Takowo.

mei
- 3 - Het Congres van Wenen richt de republiek Krakau op, nadat de rest van het groothertogdom Warschau aan keizerrijk Rusland is toegewezen.
- 18 - Verdrag te Wenen tussen de koninkrijken Saksen en Pruisen. Saksen moet een groot deel van zijn grondgebied afstaan.
- 22 - Pruisen neemt bezit van de door Saksen afgestane gebieden.
- 28 - Bekendmaking te Kreuznach over de gebieden op de westelijke oever van de Rijn, de gebieden die bezet zijn door Oostenrijk en koninkrijk Beieren zullen worden overgedragen aan Pruisen.
- 29 - Verdrag te Wenen tussen Pruisen en het koninkrijk Hannover. Pruisen staat aan Hannover af: het voormalige prinsbisdom Hildesheim, de voormalige rijksstad Goslar, Oost-Friesland en het noordelijke gedeelte van het graafschap Lingen. Pruisen krijgt het hertogdom Lauenburg.
- 31 - Verdrag te Wenen tussen Nederland, Oostenrijk, Pruisen, Rusland en Engeland. Vaststelling van de grenzen van Nederland. Vorming van het groothertogdom Luxemburg. Afstand door de koning van Nederland aan het koninkrijk Pruisen van Nassau-Dietz, Nassau-Dillenburg, Nassau-Siegen, Nassau-Hadamar en Nassau-Beilstein. Ook doet de koning afstand van eventuele aanspraken op het vorstendom Nassau-Oranje-Fulda.
- 31 -Verdrag te Wenen tussen Pruisen, Nassau-Usingen en Nassau-Weilburg. Pruisen staat een deel van de landen van Oranje-Nassau af aan het hertogdom Nassau.

juni
- 4 - Verdrag te Wenen tussen Pruisen en Denemarken. Pruisen krijgt het voormalige Zweedse deel van het hertogdom Pommeren en het eiland Rügen. Denemarken krijgt het hertogdom Lauenburg.
- 8 - Duitse Bondsacte. Oprichting van de Duitse Bond, een confederatie van 38, later 39 Duitse staten en staatjes.
- 9 - Wener Slotacte gesloten door Oostenrijk, Spanje, Frankrijk, Engeland, Portugal, Pruisen, Rusland en Zweden. keurvorstendom Hannover wordt verheven tot koninkrijk. Mecklenburg-Schwerin, Mecklenburg-Strelitz, Groothertogdom Oldenburg, Hertogdom Saksen-Weimar-Eisenach en Luxemburg worden tot groothertogdom verheven. Het landgraafschap Hessen-Homburg herkrijgt zijn zelfstandigheid. Het Congres van Wenen wordt overhaast afgesloten vanwege de hernieuwde oorlog tegen Napoleon.
- 12 - In Jena richten zeven studenten die in het Lützower Freikorps gediend hebben, de Burschenschaft "Ehre, Freiheit, Vaterland" op. Ze hebbenpan-duitse liberale denkbeelden, en kiezen zwart, rood en goud als de kleuren voor de studentenkoepel.
- 15 - Terwijl de geallieerde opperbevelhebbers dansen op het bal van de Hertogin van Richmond, steekt Napoleon de Frans-Nederlandse grens over met een leger van 105.000 man.
- 16 - Slag bij Ligny en Slag bij Quatre-Bras.
- 18 - Na de val van Napoleon (Slag bij Waterloo) wordt de Franse monarchie hersteld.
- 21 - Napoleon bereikt Parijs, maar wordt niet meer als keizer geaccepteerd.

juli
- 23 - De Duitse missionaris Johannes Ebner te Afrikanerskraal, Namibië, doopt de clanleider Jager Afrikaner en zijn broers tot het christendom. Jager zweert zijn leven als bandiet af.

augustus
- 14 - De parlementsverkiezingen in Frankrijk worden met overmacht gewonnen door de Ultra-Royalisten, die de veranderingen van de Franse Revolutie ongedaan willen maken. In de Kamer van Afgevaardigden krijgen ze 350 van de 402 zetels.

september
- 21 - Willem Frederik, prins van Oranje, wordt te Brussel ingehuldigd als Koning Willem I der Nederlanden.
- 26 - In Parijs wordt op initiatief van tsaar Alexander I van Rusland, als onderdeel van de Restauratie de Heilige Alliantie opgericht door Rusland, Oostenrijk en Pruisen, die beloven zich door het Christelijk Geloof te zullen laten leiden. Ook de meeste andere Europese vorsten zullen het protocol ondertekenen.
- 29 - Koning Willem I stelt de Orde van de Nederlandse Leeuw in.

oktober
- Na een zeereis van 70 dagen bereikt een Engels oorlogsschip met aan boord Napoleon het afgelegen eiland Sint Helena waar hij zijn laatste jaren zal slijten.
- 16 - Eerste vergadering Staten-Generaal.

november
- 20 - In het Verdrag van Parijs worden aanvullende voorwaarden aan Frankrijk gesteld naar aanleiding van de "honderd dagen". De noordelijke grens wordt verlegd ten gunste van Nederland, Pruisen en Beieren. Het gebied van de verenigde Nederlanden wordt nog uitgebreid met Bouillon, Chimay , Philippeville en Mariënbourg.

december
- 10 - Napoleon Bonaparte wordt ondergebracht in Longwood House, het zomerverblijf van de Britse gouverneur op Sint-Helena.
- 22 - De Mexicaanse opstandelingenleider José María Morelos wordt door de Spanjaarden gefusilleerd.

zonder datum
- Het Engelse Parlement keurt de Corn Laws goed (hoge tarieven op geïmporteerd graan). Dit leidt tot onrust.

## Muziek
- Franz Schubert componeert zijn Symfonie nr. 3 in D gr.t. D 200
- Schubert schrijft het lied Erlkönig op tekst van Goethe.
- Johann Nepomuk Hummel componeert de Freudenfest-Ouvertüre
- Eerste uitvoering van het Klarinetconcert nr. 2, Opus 5 van Bernhard Henrik Crusell

## Bouwkunst

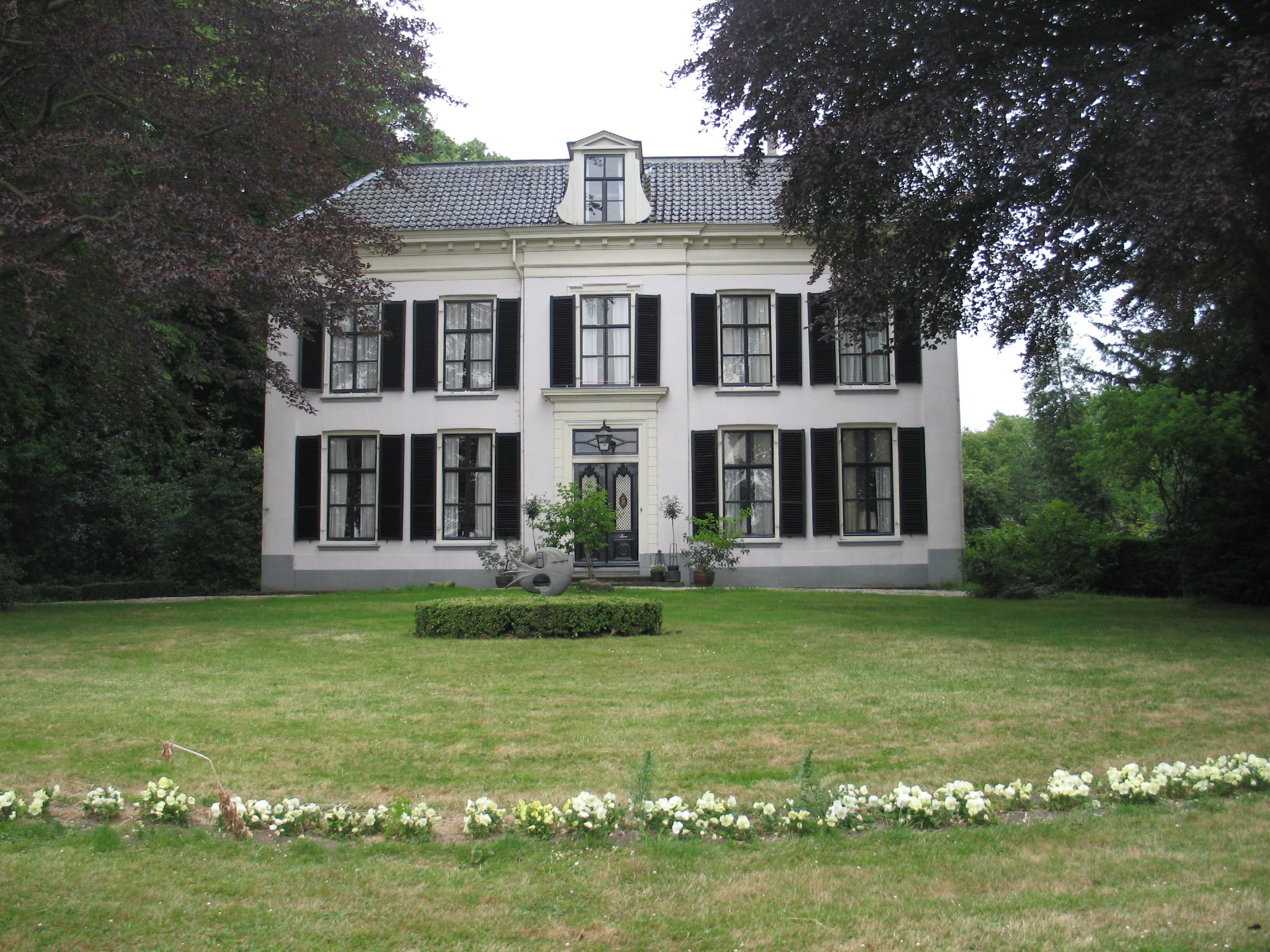
Villa Heidestein, Heelsum (1815)

## Geboren
januari

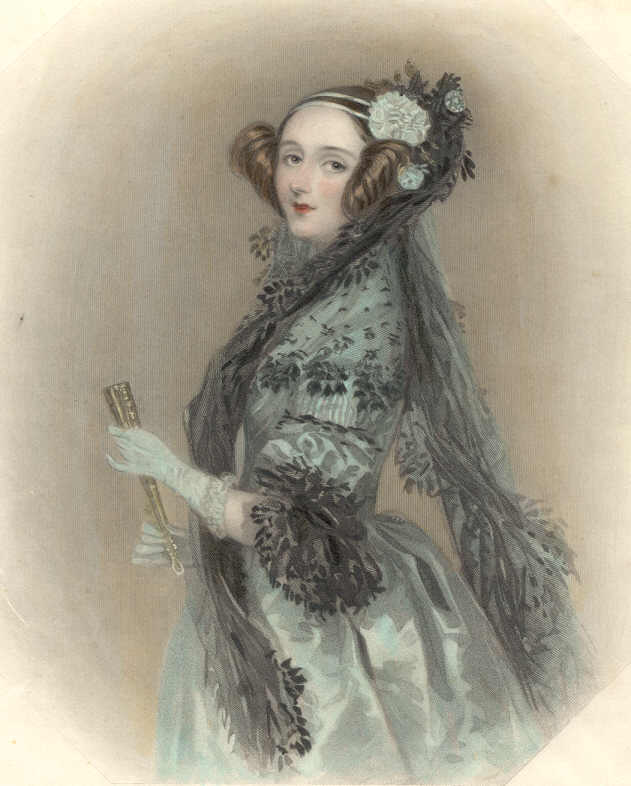
10 december: Ada Lovelace

- 11 - John Macdonald, eerste minister-president van Canada (overleden 1891)
- 18 - Konstantin von Tischendorf, Duits theoloog (overleden 1874)
- 21 - Daniel McCallum, Schots-Amerikaans spoorwegingenieur en managementpionier (overleden 1878)

februari
- 8 - Auguste Lacaussade, Frans dichter (overleden 1897)
- 18 - Hendrik Leys, Belgisch schilder (overleden 1869)
- 21 - Jean-Louis-Ernest Meissonier, Frans kunstschilder en beeldhouwer (overleden 1891)

maart
- 3 - Paul-Gustave Froment, Frans mechanicus en uitvinder (overleden 1865)
- 3 - Nicolaas Kamperdijk, Nederlands architect (overleden 1887)
- 20 - Arnold Damen, Nederlands missionaris in de VS (overleden 1890)

april
- 1 - Otto von Bismarck, Duits staatsman (overleden 1898)
- 9 - Alphonse Beau de Rochas, Frans ingenieur en uitvinder (overleden 1893)
- 21 - Louise Rasmussen, als Grevinde Danner derde echtgenote van koning Frederik VII van Denemarken (overleden 1874)
- 22 - Wilhelm Peters, Duits natuuronderzoeker en ontdekkingsreiziger (overleden 1883)
- 24 - Anthony Trollope, Engels schrijver (overleden 1882)

mei
- 4 - Franz Adam, Duits kunstschilder (overleden 1886)
- 6 - Eugène Labiche, Frans dramaturg (overleden 1888)

juni
- 1 - Otto I, koning van Griekenland (1832-1862) (overleden 1867)

juli
- 13 - James Seddon, Amerikaans politicus (overleden 1880)
- 21 - Hendrik Geerhardt Kiehl, Nederlands acteur (overleden 1895)
- 28 - Rudolf Paravicini, Zwitsers generaal (overleden 1888)

augustus
- 5 - Edward John Eyre, Brits ontdekkingsreiziger en koloniaal bestuurder (overleden 1901)
- 15 - Alexander Keyserling, Lets geoloog en paleontoloog (overleden 1891)
- 16 - Giovanni Bosco, Italiaans priester en heilige (overleden 1888)

september
- 4 - Johannes Rudolf Roth, Duits zoöloog en ontdekkingsreiziger (overleden 1858)
- 15 - Halfdan Kjerulf, Noors componist (overleden 1868)
- 29 - Andreas Achenbach, Duits landschapsschilder (overleden 1910)

november
- 2 - George Boole, Brits wiskundige (overleden 1864)
- 18 - Lorenz von Stein, Duits econoom en socioloog (overleden 1890)
- 23 - Fredrikke Egeberg, Noors componist (overleden 1861)

december
- 10 - Ada Lovelace, Brits wiskundige (overleden 1852)
- 25 - Douwe Lubach, Nederlands medicus (overleden 1902)

## Overleden
januari
- 21 - Matthias Claudius (74), Duits dichter en journalist
- 31 - Franciscus Xaverius Bianchi (~71), bijgenaamd de Apostel van Napels, Italiaans priester

februari
- 24 - Robert Fulton (49), Amerikaans schilder, ingenieur en uitvinder

maart
- 4 - Frances Abington (78), Engels toneelactrice
- 5 - Fransz Anton Mesmer (80), arts en astroloog

april
- 8 - Jakub Jan Ryba (49), Tsjechisch componist

mei
- 21- William Nicholson (61), Engels scheikundige

oktober
- 13 - Joachim Murat (48), zwager van Napoleon Bonaparte en koning van Napels (1808-1815)

december
- 7 - Michel Ney (46), Frans maarschalk onder Napoleon Bonaparte
- 22 - José María Morelos (50), Mexicaans onafhankelijkheidsstrijder